# Myzomela caledonica
Myzomela caledonica е вид птица от семейство Meliphagidae.

## Разпространение
Видът е разпространен в Нова Каледония.